# Среднее Поле
Среднее Поле — деревня Краснослободского района Республики Мордовия в составе Сивиньского сельского поселения. 

## География
Находится на расстоянии примерно 34 километра по прямой на восток-юго-восток от районного центра города Краснослободск.

## История
Упоминается с 1894 года, когда она была учтена как деревня Поле Среднее из 33 дворов Краснослободского уезда .

## Население
Постоянное население составляло 33 человека (русские 97%) в 2002 году, 22 в 2010 году .